# District de Kasuya
Le district de Kasuya (糟屋郡, Kasuya-gun) est un district de la préfecture de Fukuoka, au Japon.

## Géographie

### Démographie
Lors du recensement national de 2000, la population du district de Kasuya était de 195 277 habitants répartis sur une superficie de 165 km2.

### Municipalités du district
- Hisayama
- Kasuya
- Sasaguri
- Shime
- Shingū
- Sue
- Umi